# Lokomotiv Baku
Lokomotiv Baku är en volleybollklubb från Baku, Azerbajdzjan, grundad 1998.
Klubbens damlag har varit mest framgångsrik i CEV Challenge Cup som de vunnit en gång (2011) och blivit tvåa i en gång (2012). I den azerbajdzjan ligan har laget som bäst blivit tvåa. Klubben har inte spelat i högstaligan de senaste åren